# Ben Buckingham
Ben Buckingham (* 8. November 1991 in Myrtleford, Victoria) ist ein australischer Leichtathlet, der über 3000 Meter Hindernis  an den Start geht. 2019 gewann er die Goldmedaille bei den Ozeanienmeisterschaften in Townsville.

## Sportliche Laufbahn
Ben Buckingham tritt seit 2010 in Wettkämpfen in den Laufdisziplinen an. Damals gewann er die Bronzemedaille über 2000 Meter Hindernis bei den Australischen U20-Meisterschaften. In den folgenden Jahren konzentrierte er sich hauptsächlich auf den 1500-Meer-Lauf, konnte aber in keine vorderen Platzierungen in seinem Heimatland erreichen. Erst 2015 trat er wieder im Hindernislauf an und belegte bei den Australischen Meisterschaften über 3000 Meter den sechsten Platz mit Bestzeit von 9:17,85 min. 2017 gelang es ihm erstmals unter der Marke von 9:00,00 min zu bleiben. Zudem gewann er Anfang April Bronze bei den Australischen Meisterschaften. 2019 konnte er seine Bestzeit kontinuierlich steigern. Ende Juni trat er in der Heimat bei den Ozeanienmeisterschaften an, bei denen er mit dem Gewinn der Goldmedaille erstmals einen internationalen Titel gewinnen konnte. Anfang September stellte er in 8:27,51 min eine neue persönliche Bestzeit auf und qualifizierte sich damit für die Weltmeisterschaften in Doha. Dort kam er in seinem Vorlauf allerdings nicht über eine Zeit von 8:42,86 min hinaus und schied frühzeitig aus.
Buckingham wurde 2021 Australischer Vizemeister im Hindernislauf. Anfang Juni lief er in Finnland neue Bestzeit von 8:24,39 min und qualifizierte sich damit zum ersten Mal für die Olympischen Sommerspiele, bei denen er Ende Juli in Tokio an den Start ging. Im Vorlauf steigerte er seine Bestleistung dann nochmal bi auf 8:20,95 min, was dennoch nicht für den Einzug in das Finale reichte. Insgesamt belegte er bei seinem Olympiadebüt den 22. Platz. 2022 lief Buckingham im Juni in 8:19,79 min eine neue Bestzeit im Hindernislauf. Im Juli nahm er zum zweiten Mal an den Weltmeisterschaften teil. Er startete im ersten der drei Vorläufe, in dem er als Neuntplatzierter den Einzug in das Finale verpasste.
Ben Buckingham tritt für den St Stephen’s Harriers Athletic Club aus Melbourne an.

## Wichtige Wettbewerbe
| Jahr                   | Veranstaltung           | Ort                    | Platz                  | Disziplin              | Zeit                   |
| Startet für Australien | Startet für Australien  | Startet für Australien | Startet für Australien | Startet für Australien | Startet für Australien |
| ---------------------- | ----------------------- | ---------------------- | ---------------------- | ---------------------- | ---------------------- |
| 2019                   | Ozeanienmeisterschaften | Townsville             | 1.                     | 3000 m Hindernis       | 8:41,15 min            |
| 2019                   | Weltmeisterschaften     | Doha                   | 42.                    | 3000 m Hindernis       | 8:42,86 min            |
| 2021                   | Olympische Sommerspiele | Tokio                  | 22.                    | 3000 m Hindernis       | 8:20,95 min            |
| 2022                   | Weltmeisterschaften     | Eugene                 | 27.                    | 3000 m Hindernis       | 8:29,15 min            |

## Persönliche Bestleistungen
Freiluft
- 1500 m: 3:45,40 min, 12. März 2020, Melbourne
- 3000 m: 7:54,00 min, 7. Februar 2019, Melbourne
- 3000 m Hindernis: 8:19,79 min, 14. Juni 2022, Turku